# Pedro de Agurto
Pedro de Agurto (Città del Messico, 1544 – Cebu, 15 ottobre 1608) è stato un vescovo cattolico spagnolo.

## Biografia

### Studi
Pedro de Agurto nacque nel 1544, figlio di una nobile famiglia spagnola che si era trasferita in Messico. Suo padre era Sancho Lopez de Agurto e sua madre era Bernarda Perez de la Torre. Diversamente dalla maggior parte dei missionari provenienti dalla Spagna, Agurto era di origine messicana. Entrò nell'Ordine di Sant'Agostino in un convento del Messico. Entrò presso l'Università del Messico l'8 agosto 1553, quando era già un religioso agostiniano. Pedro era allievo prediletto di padre Alonso de Vera Cruz, uno dei fondatori della prima università del Messico. Mostrava doti eccezionali e brillantezza nello studio, e nel 1563 succedette a padre Vera Cruz sulla Cattedra di “Prima Escritura” (studio delle Sacre Scritture). La sua perizia intellettuale gli valse anche la Cattedra di Arti e Teologia. Per molti anni ricoprì questi incarichi, prima di ricevere il titolo onorifico di Maestro di Sacra Teologia.
Malgrado i vari incarichi accademici, la sua capacità intellettuale non rimase confinata entro le aule universitarie: lavorò anche come consigliere e priore del convento agostiniano della sua zona. Nel 1584 Pedro venne eletto superiore provinciale degli agostiniani in Messico. Descritto come una persona austera e semplice, generoso e comprensivo, nonostante fosse considerato uno dei più saggi teologi del suo tempo, rese sempre un umile servizio tra i suoi fratelli. In un consiglio ecclesiastico nel 1585 lavorò come consulente sia dei prelati dell'Ordine Agostiniano che dei vescovi di alto livello.

### Carriera ecclesiastica
Ben presto il nome di padre Pedro de Agurto giunse alle orecchie di Filippo II di Spagna come un astro nascente della Nuova Spagna. Il 14 agosto 1595, con la bolla Super specula militantis Ecclesiae, papa Clemente VIII eresse 3 nuove diocesi: Cebu, Cáceres e Nueva Segovia. Il sovrano spagnolo spinse affinché la nuova sede di Cebu venisse affidata a padre Agurto, e infine, il 30 agosto successivo, il papa approvò la decisione. Malgro la sua titubanza, egli dovette accettare l'incarico per obbedienza.
La sua consacrazione episcopale avvenne quasi 2 anni dopo, il 3 agosto 1597, per mano di monsignor Diego de Romano y Govea (Vitoria), vescovo di Tlaxcala. Sconosciuti sono i coconsacranti. Dopo la consacrazione partì per le Filippine assieme ai vescovi Santibañez di Manila e Benavides di Nueva Segovia, e ad altri 15 frati agostiniani. Sbarcarono nel maggio 1598 a Cavite.
Monsignor Agurto mostrò di essere un pastore saggio e zelante: appena arrivato convocò un Sinodo diocesano per standardizzare le norme ecclesiastiche nell'amministrazione dei Sacramenti, inoltre corresse il catechismo e prese decisioni per ristabilire la disciplina ecclesiastica. Andando contro ogni previsioni, riuscì anche a compiere importanti visite pastorali nei territori sotto la sua giurisdizione, come le provincie Samar e Leyte.
Morì il 15 ottobre 1608 a Cebu, secondo i testimoni in odore di santità. Sei mesi dopo il decesso, venne sepolto presso la Basilica Minore del Santo Niño di Cebu e, alla ricognizione canonica, il suo corpo venne trovato incorrotto.

## Opere e bibliografia
- R. Lazcano, Tesauro Agustiniano. ISBN 978-84-09-01028-8. Vol. I, p. 166-172.

## Genealogia episcopale
La genealogia episcopale è:
- Vescovo Diego de Romano y Govea Vitoria
- Vescovo Pedro de Agurto, O.S.A.